# ديلوكسانيد
ديلوكسانيد هو دواء يستخدم لعلاج داء الأميبات, هو خط العلاج الثاني بعد الدواء بارومومايسين عندما لا توجد علامات أو أعراض المرض في الأماكن التي لا تكون فيها العدوى شائعة .  أما بالنسبة للأشخاص الذين تظهر عليهم أعراض المرض، يستخدم مع الدواء ميترونيدازول أو مع تاينيدازول . يأخذ عن طريق الفم.
ديلوكسانيد عموما لديه آثار جانبية خفيفة, قد تشمل الآثار الجانبية انتفاخ البطن والقيء والحكة.
خلال فترة الحمل، يُنصح بتناوله بعد الثلث الأول من الحمل. هو مبيد الأميبات المعوية ويعمل فقط على الألتهابات المعوية .
ديلوكسانيد وجد في عام 1956 . وصنف في قائمة منظمة الصحة العالمية للادوية الأكثر اهمية والأكثر فاعلية وأمان في النظام الصحي , لا يتوفر تجاريا في الكثير من العالم المتقدم اعتبارا من عام 2012.

## الأستخدامات الطبية
يعمل ديلوكسانيد فوريت فقط في الجهاز الهضمي وهو هو مبيد الأميبات المعوية . ويعتبر علاج الخط الثاني للعدوى من الأميبا عندما لا توجد أعراض ولكن الشخص يخرج الأكياس، في الأماكن التي تكون العدوى غير منتشرة .  ويعتبر بارومومايسين هو خط العلاج الأول في هذه الحالات .
أما بالنسبة للأشخاص الذين تظهر عليهم أعراض المرض، يستخدم مع الأدوية مبيدات الأميبات التي تخترق الأنسجة، مثل : ميترونيدازول أو تاينيدازول .
ديلوكسانيد هو خط العلاج الثاني بينما يعتبر بارومومايسين هو خط العلاج الأول لنفس الأستخدامات .

## الآثار الجانبية
```
تشمل الآثار الجانبية 
انتفاخ البطن
 ، و 
حكة
 ، و 
شرى
 . بشكل عام، عموما، فإن استخدام الديلوكسانيد جيد التحمل بأقل قدر من السمية . بالرغم من عدم وجود خطر واضح عند استخدامه أثناء الحمل، يجب تجنب الديولوكسانيد في الثلث الأول من الحمل إن أمكن.
[
6
]
```

لا ينصح بديلوكسانيد فوريت في النساء المرضعات، وفي الأطفال الأقل من سنتين من العمر .

## علم العقاقير
يحطم ديلوكسانيد فوريت أتروفة متحولة حالة للنسج بالأنجليزية (trophozoite) ويمنع تكوين الكيس الأميبي . الآلية الدقيقة لطريقة عمل ديلوكسانيد غير معروفة . التصميم الهيكلي للديلوكسانيد مشابها لتصميم هيكل كلورامفينيكول و من الممكن ان يعمل بنفس النظام عن طريق منع تكون البروتين .
الدواء الأولي، ديلوكسانيد فوريت، يستقلب في الجهاز الهضمي لفرز الدواء الفعال، ديلوكسانيد.
90% من كل جرعة تفرز في البول , و 10% المتبقية تفرز في البراز .

## المجتمع والثقافة
```
صنف ديلوكسانيد فوريت في 
قائمة منظمة الصحة العالمية
 للادوية الأكثر اهمية والأكثر فاعلية وأمان في 
النظام الصحي البسيط
 ,
[
11
]
```

تم اكتشاف العقار من قبل شركة Boots UK في عام 1956 وتم تقديمه باسم Furamide ؛ لم يكن متاحًا في الكثير من العالم المتقدم اعتبارًا من عام 2012. 